# London Underground 1972 Stock
De London Underground 1972 Stock (Type 1972) zijn metrotreinen die bestemd zijn voor gebruik op deep level lijnen van de Londense metro. Ze werden ingezet op de Jubilee Line, de Northern Line en de Victoria Line, en rijden sinds 1999 op de Bakerloo Line. De treinstellen zijn gebouwd bij Metro Cammell in Birmingham en kwamen tussen 1972 en 1976 in dienst. Het zijn sinds 2014 de oudste treinstellen van de Londense metro.

## 1972MkI Tube Stock
Begin jaren 1970 was er dingend behoefte aan nieuw materieel voor de Northern Line. Het materieel Type 1938 was dringend aan vervanging toe. Om zo snel mogelijk te kunnen gaan bouwen werd een nieuwe materieelserie besteld die zo weinig mogelijk afweek van het nieuwste materieel op dat moment, Type 1967 van de Victoria Line. Het grootste verschil is dat op de Victoria Line automatisch werd gereden (ATO, Automatic Train Operation) terwijl op de Northern Line conventioneel werd gereden, dat wil zeggen met een bestuurder voorin en een guard die de deuren sluit in de achterste cabine. Er werden 30 treinen besteld bij Metro-Cammell, waarvan de eerste in juni 1972 op de Northern Line in dienst kwam. De 7-delige treinen bestaan uit twee permanent gekoppelde treinstellen; een driewagenstel met aan één zijde een cabine en aan de andere zijde een hulpstuurstand, en een vierwagenstel met aan beide zijden een cabine.

## 1972MkII Tube Stock
Met het oog op de opening van de eerste fase van de Jubilee Line in 1979 was er nieuw materieel nodig. Besloten werd een extra bestelling van 33 treinen bij Metro-Cammell te plaatsen. Omdat dit materieel iets afwijkt van de eerste serie worden ze aangeduid als Mark 2, oftewel 1972MkII Tube Stock. De eerste treinen kwamen in november 1973 in dienst, de laatste in november 1976. Omdat de Jubilee Line nog niet gereed was, kwamen ze op de Bakerloo Line en Northern Line in dienst. Het grootste uiterlijke verschil met MkI was dat de deuren rood waren, de rest van de trein was aluminiumkleurig. Ook de kleurstelling van het interieur week iets af.
Vanaf 1979 gingen ze op de Jubilee Line rijden. Toen op de Jubilee Line in 1984 het nieuwe materieel Type 1983 in dienst kwam, ging de treinen 1972MkII naar de Northern Line. Daar bleven ze tot in 1999 Type 1995 in dienst kwam. Toen gingen ze naar de Bakerloo Line, waar ze nog steeds rijden. In de jaren 1990 kregen ze een grote revisie, waarbij ze in de bekende rood-wit-blauw London Underground huisstijl werden gespoten. Ze werden omgebouwd voor OPO (One Person Operation) wat inhoudt dat de bestuurder de deuren sluit, en de guard overbodig is geworden.

## Vervolg 1972MkI
De Mark I-treinen bleven op de Northern Line tot in 1999 Type 1995 in dienst kwam. Voor 20 treinen was geen emplooi meer, en werden (pas 27 jaar oud) afgevoerd. Drie treinen werden gelijk gemaakt aan Mark II, en gingen naar de Bakerloo Line, waar ze vanaf 1999 nog steeds rijden. Het onderscheid tussen Mark I en II is dus verdwenen, de 36 overgebleven heten daarom dus gewoon 1972 Tube Stock.
Om het materieel Type 1967 op de Victoria Line aan te vullen, werden 3½ treinen Mark I omgebouwd tussen 1987 en 1989. Nog eens drie rijtuigen volgden tussen 1995 en 1999. Ze bleven op de Victoria Line totdat ze werden vervangen door Type 2009.
Een vierwagenstel kwam terecht op het in 1994 voor het reizigersverkeer gesloten lijntje tussen Holborn en Aldwych, de Aldwych branch van de Piccadilly Line. Daar werd hij voor filmopnames en instructie gebruikt. Omstreeks 2022 is deze trein afgevoerd omdat de kosten voor een noodzakelijke onderhoudsbeurt te hoog werden gevonden.
Ten slotte hebben enkele treinstellen en rijtuigen hier en daar een nieuwe functie gekregen, onder andere als inspectietrein bij de Londense metro. Eén rijtuig staat in het London Transport Museum.

## Levensduurverlenging
Het was de bedoeling dat de Bakerloo Line treinen van Type 1972 in 2019 zouden worden vervangen. In 2013 werd echter besloten dat de treinen langer mee moeten. Vervanging is op zijn vroegst te verwachten vanaf 2026, als onderdeel van het project New Tube for London.
Omdat er in 2013 haarscheurtjes en corrosie in de treinconstructie werd aangetroffen, was een grondige opknapbeurt noodzakelijk. Vanaf 2016 worden steeds twee treinen tegelijk onder handen genomen in de werkplaats in Acton. Naast het laswerk aan de dragende constructie wordt gewerkt aan de daken en vloeren, en wordt asbest verwijderd. De drie (voormalige) MkI-treinen krijgen een andere compressor, afkomstig uit de D Stock. Ook worden de 36 treinen beter toegankelijk gemaakt voor mensen met een beperking, zo komen er per trein drie rolstoelplaatsen. Ten slotte wordt het interieur opgefrist. Deze operatie die in 2020 gereed moet zijn gaat £60 miljoen kosten.

## Fotogalerij

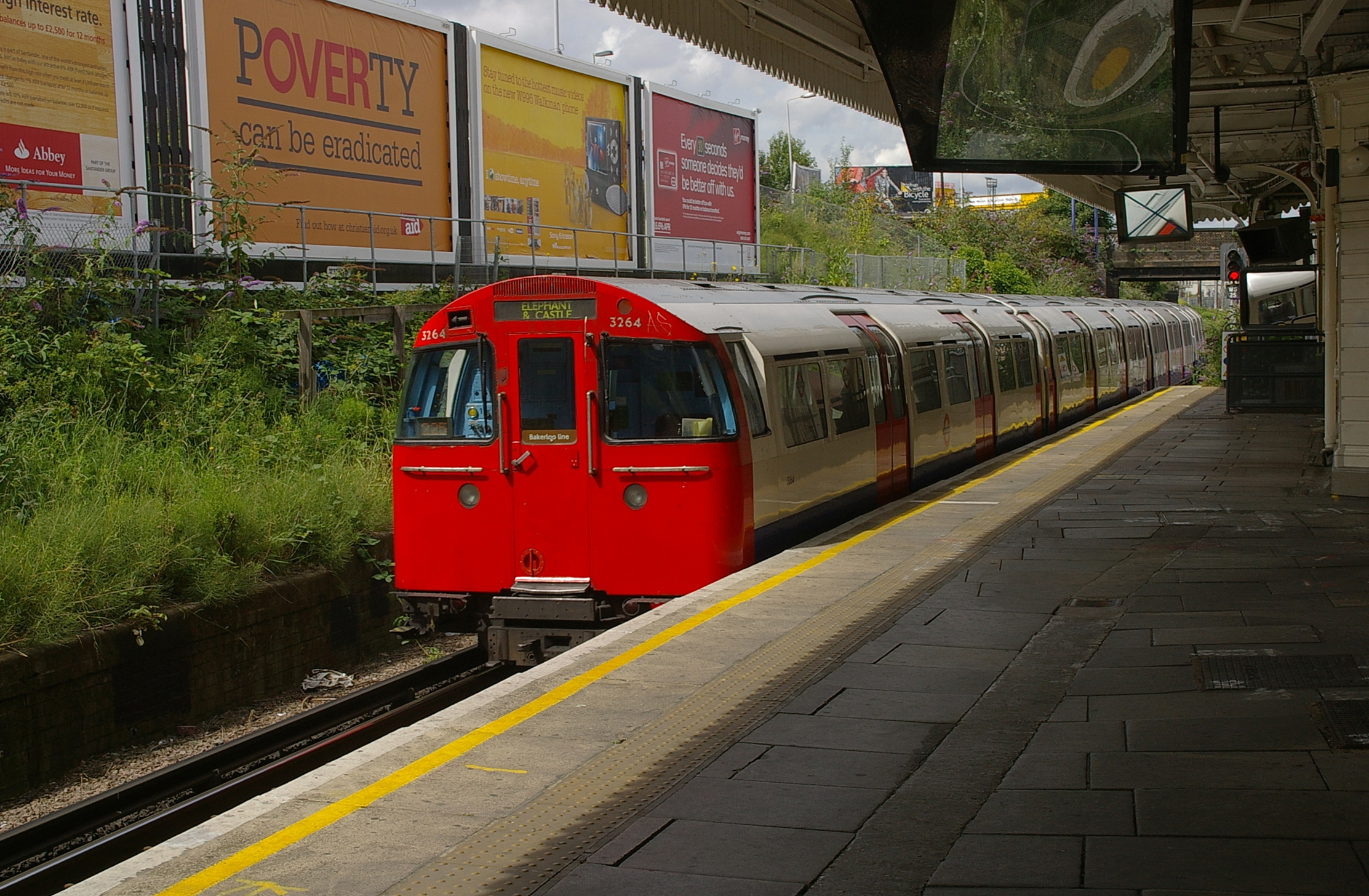
Type 1972 op Station Willesden Junction
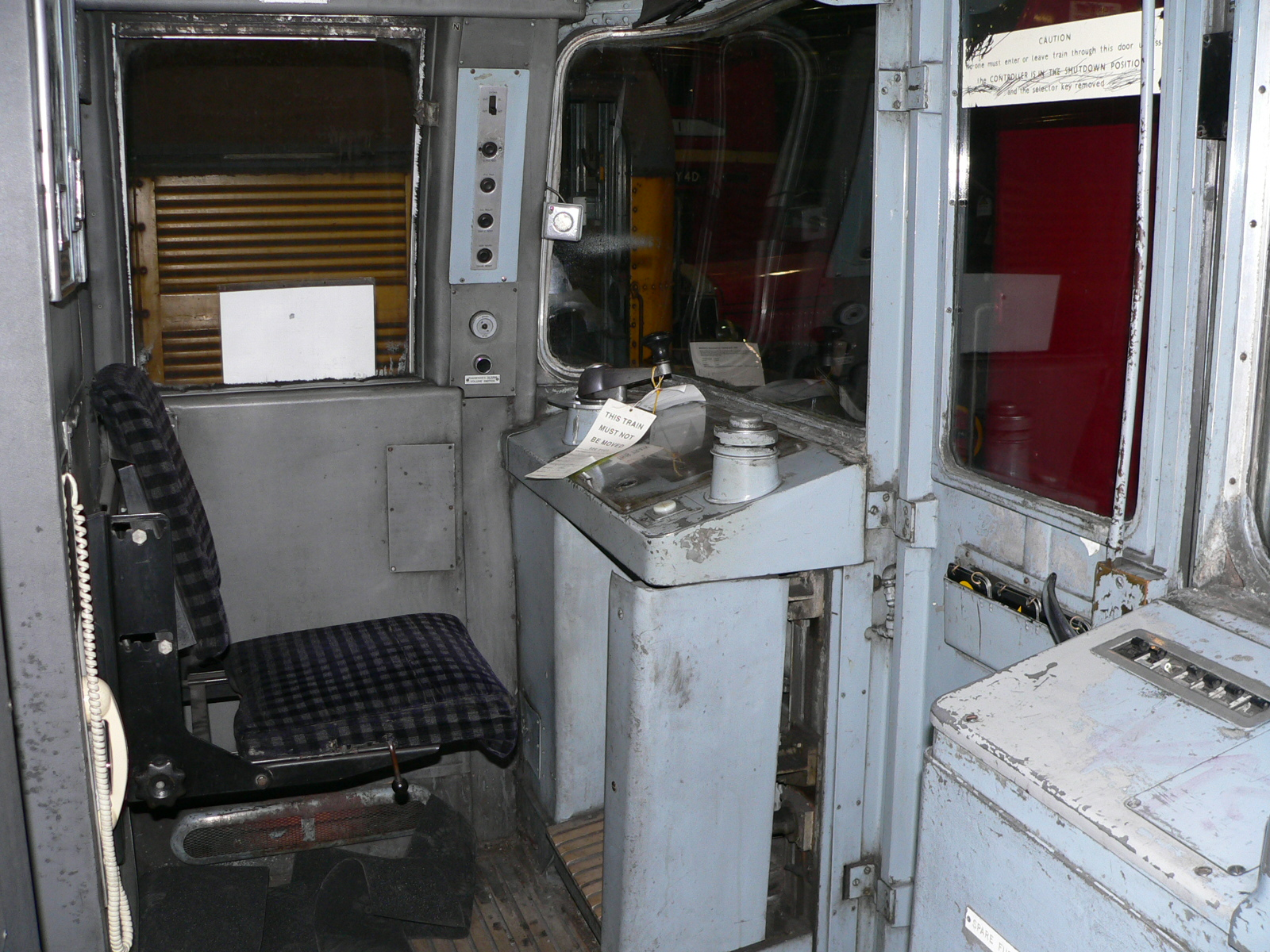
1972 Mark 1 stock cabine
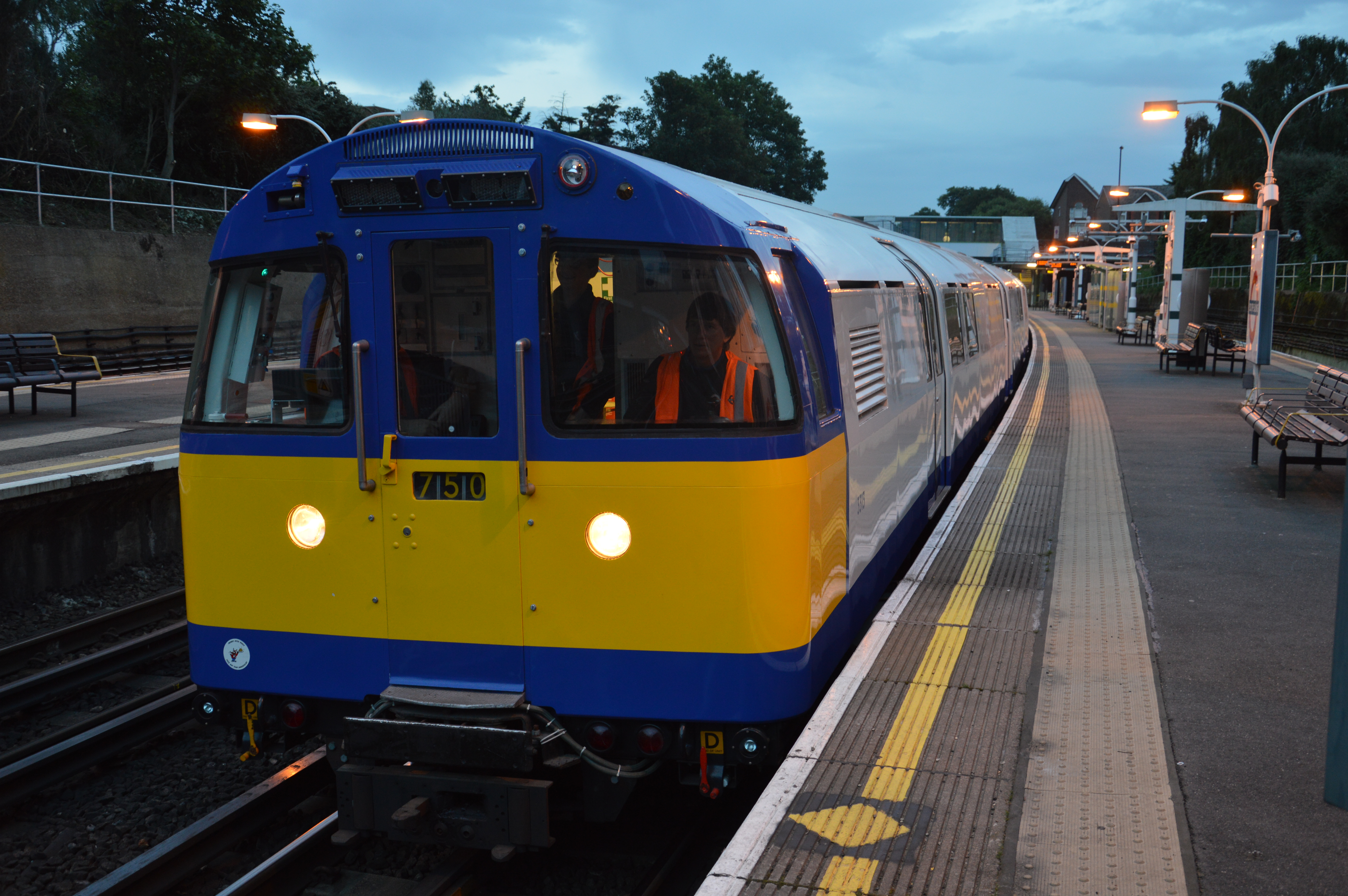
1972 stock Mk1 3313 omgebouwd naar Asset Inspection Train (AIT)

## Meer informatie
- Brian Hardy. London Underground Rolling Stock, 1984, ISBN 0904711587